# Parepalpus constans
Parepalpus constans är en tvåvingeart som först beskrevs av Walker 1849.  Parepalpus constans ingår i släktet Parepalpus och familjen parasitflugor.
Artens utbredningsområde är Venezuela. Inga underarter finns listade i Catalogue of Life.